# Paraonis spinifera
Paraonis spinifera är en ringmaskart som beskrevs av Edward Hobson 1972. Paraonis spinifera ingår i släktet Paraonis och familjen Paraonidae. Inga underarter finns listade i Catalogue of Life.